# Koprivna (Zenica)
Koprivna es un pueblo ubicado en el territorio de Zenica, en el cantón de Zenica-Doboj, Bosnia y Herzegovina.

## Superficie
Posee una superficie de 5,91 kilómetros cuadrados.

## Demografía
Hasta 2013 la población era de 309 habitantes, con una densidad de población de 52,3 habitantes por kilómetro cuadrado.